# Klenice (říčka)
Klenice je říčka v Královéhradeckém (okres Jičín) a Středočeském kraji (okres Mladá Boleslav), levostranný přítok řeky Jizery. Délka toku je 29,3 km. Plocha povodí měří 169,9 km².

## Průběh toku

### Horní tok
Říčka pramení jihovýchodně od obce Libošovice na svazích Nepřívěcké hůry ve Vyskeřské vrchovině v CHKO Český ráj. Teče převážně jihozápadním směrem. Nejprve teče zhruba na severozápad a brzy podtéká železniční trať 064. V Libošovicích přijímá zprava stejně dlouhé pramenné rameno a začíná se západním směrem zahlubovat v Kostecké pahorkatině do skalnatého Prokopského údolí. U ústí údolí přijímá dva přítoky zprava – s druhým (přitéká podobně širokým údolím, kde napájí rybník Partoťák) se Klenice spojuje v Bílém rybníku. Pak říčka zahýbá zhruba na jih, míjí hrad Kost a vstupuje do nejhlubšího úseku údolí, lemovaného výraznými kolmými pískovcovými stěnami v přírodní rezervaci Plakánek (část Střehomský Plakánek). V tomto úseku přijímá zprava i zleva víceméně sezónní přítoky i silné boční prameny přímo v údolí. Napájí zde romantický rybník Obora (Pilský), za nímž přijímá zleva přítok Vesecký potok tekoucí z Veseckého Plakánku.

### Dolní tok
Po opuštění Plakánku u Střehomi vtéká říčka do široce rozevřeného údolí v Mladoboleslavské kotlině, které pak postupně téměř mizí. Mezi Střehomí a Dolním Bousovem pak napájí soustavu rybníků Komorník, Buškovský, Šlejferna (po jeho hrázi vede silnice I/16) a Červenský (největší na celém toku). V Červenském rybníku přijímá zleva přítok Sobotku a několik dalších krátkých přítoků zprava. Za rybníkem napájí dvě tovární nádrže. Ve městě Dolní Bousov a okolí přijímá několik přítoků: Trnický potok, Kotelská strouha (v místě soutoku Klenice ostře mění směr z jihu na západ), Bousovský potok, dále mezi Rohatskem a Svobodínem pak Řitonický potok. V Dolním Bousově Klenice podtéká silnice II/281 a II/279, za městem podtéká znovu železniční trať 064 a drží se nadlouho vedle ní. Od Svobodína a Bechova, kde se odděluje Mlýnský náhon do rybníku Vorlík, po Martinovice protéká rozlehlými poli vklíněnými mezi lesy bez jakýchkoli sídel. U Martinovic přijímá zprava Přepeřský potok, u Sukorad zleva Petkovský potok, znovu podtéká trať 064. Mezi Sukorady a Židněvsí přijímá zprava Sukoradskou stoku, zleva Křešovský potok a další náhon od rybníku Vražda. Od Března přijímá zleva další Mlýnský náhon, když předtím podtéká silnici II/280. Mezi Židněvsí a Plazy přijímá zprava Valskou svodnici. Od Kolomut teče Klenice víceméně už jen západním směrem, podtéká dálnici D10 a vzápětí přijímá zprava poslední přítok, Zalužanskou vodoteč. Pak již protéká jižním okrajem Mladé Boleslavi. Poslední úsek vede sevřeným údolím lesoparku Štěpánka, kde dvakrát prudce mění směr (zpět na západ). U ostrohu s Mladoboleslavským hradem vstupuje Klenice do údolí Jizery a vlévá se do této řeky na jejím 37. říčním kilometru.

### Větší přítoky
- levé – Vesecký potok, Sobotka, Trnický potok, Bousovský potok, Kotelská strouha, Řitonický potok, Petkovský potok, Křešovský potok
- pravé – Přepeřský potok, Sukoradská stoka, Valská svodnice, Zalužanská vodoteč

## Vodní režim
Průměrný průtok v ústí činí 0,44 m³/s, v Dolním Bousově 0,22 m³/s.

## Historie
V době rozkvětu rybníkářství v 16. až 18. století bývalo v povodí Klenice několikanásobně více rybníků než v současnosti. Největším rybníkem v širém okolí býval Velký klenický rybník u Března. Od 18. století byly ale rybníky postupně vysoušeny pro potřeby zemědělské půdy. Dnes jsou na místech většiny někdejších rybníků úrodná pole a louky. Největší současný rybník, Červenský (původně zván Prostředek), byl například na konci 18. století vysušen a pak znovu obnoven ve 20. století. Z přítoků Klenice se nejvíc rybníků dochovalo na Křešovském potoku.

## Mlýny
- Střehomský mlýn – Střehom čp. 1, Dolní Bousov, okres Mladá Boleslav, kulturní památka

## Fotogalerie

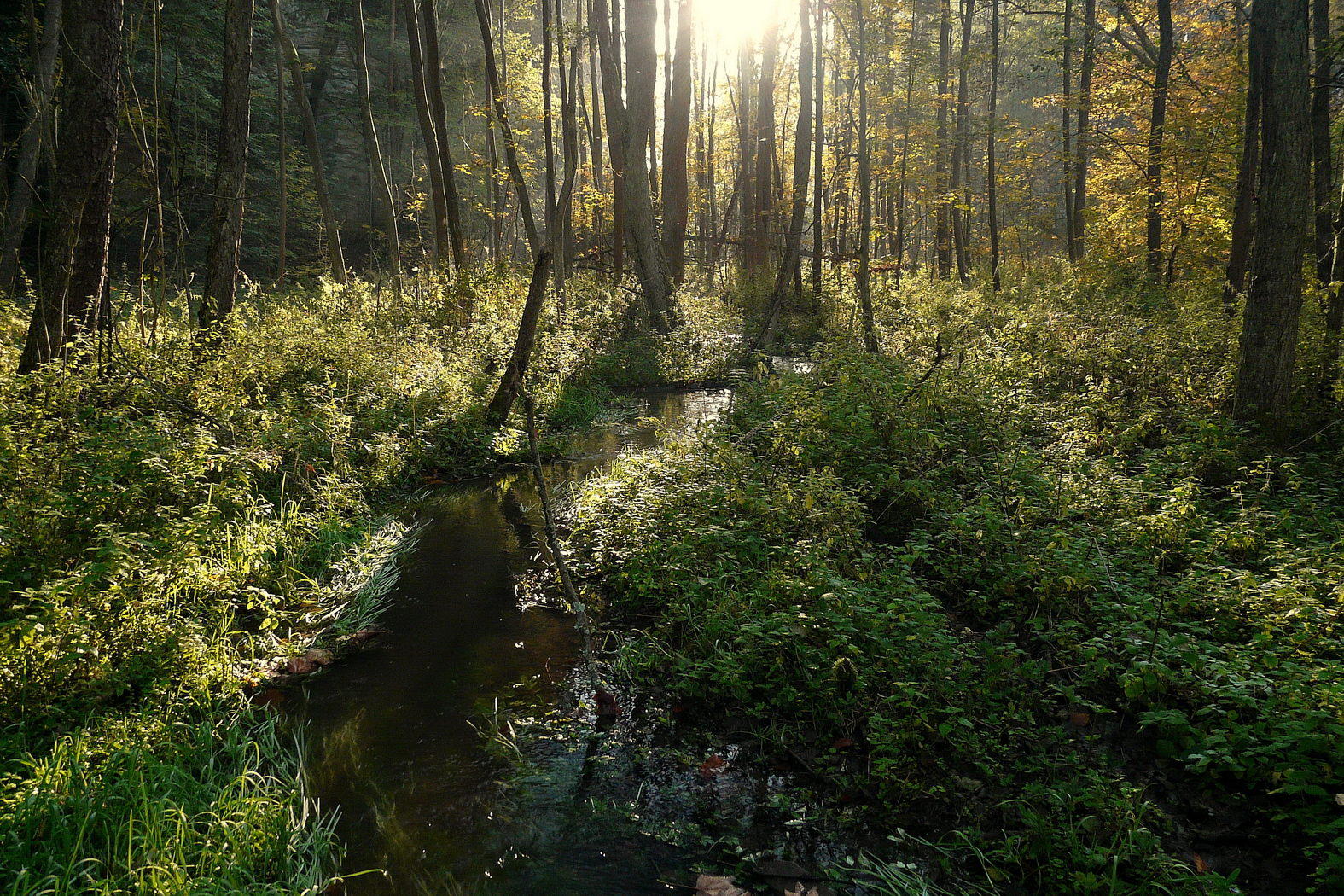
Klenice v Plakánku
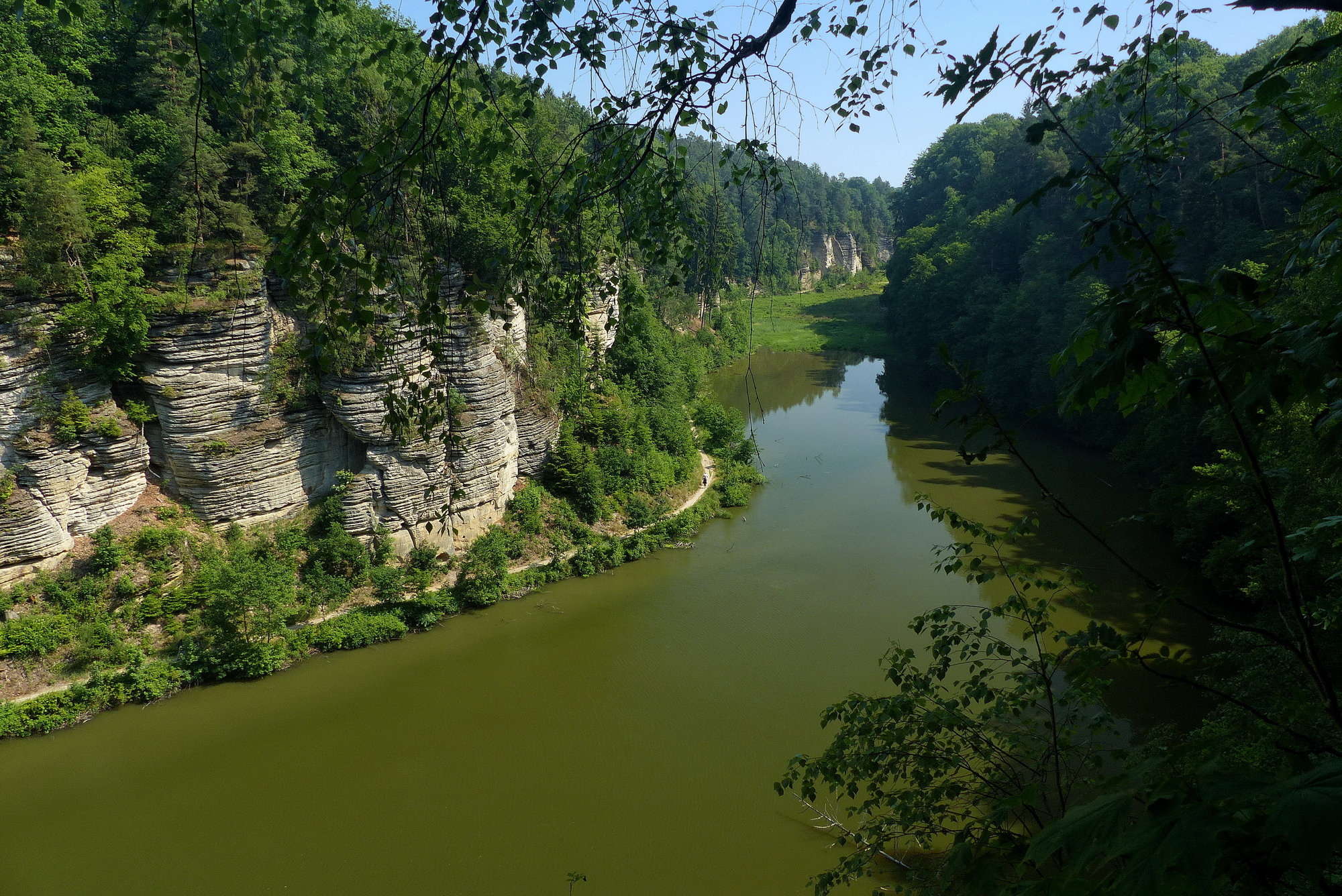
Rybník Obora v Plakánku
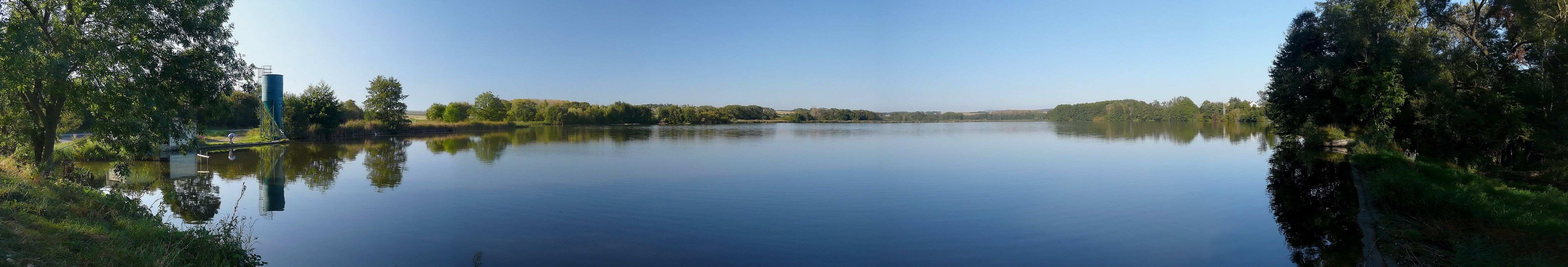
Červenský rybník
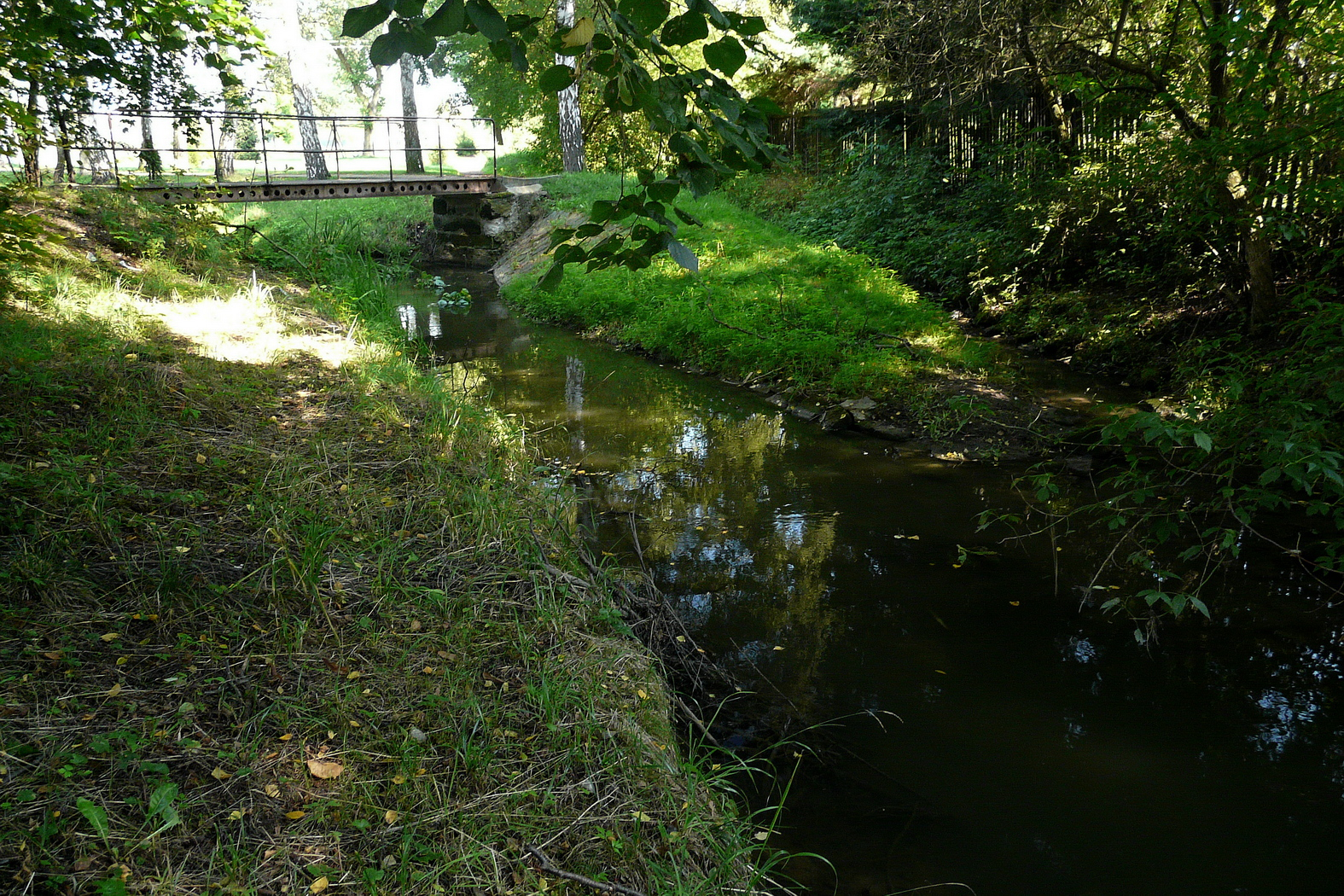
Soutok Klenice s Kotelskou strouhou
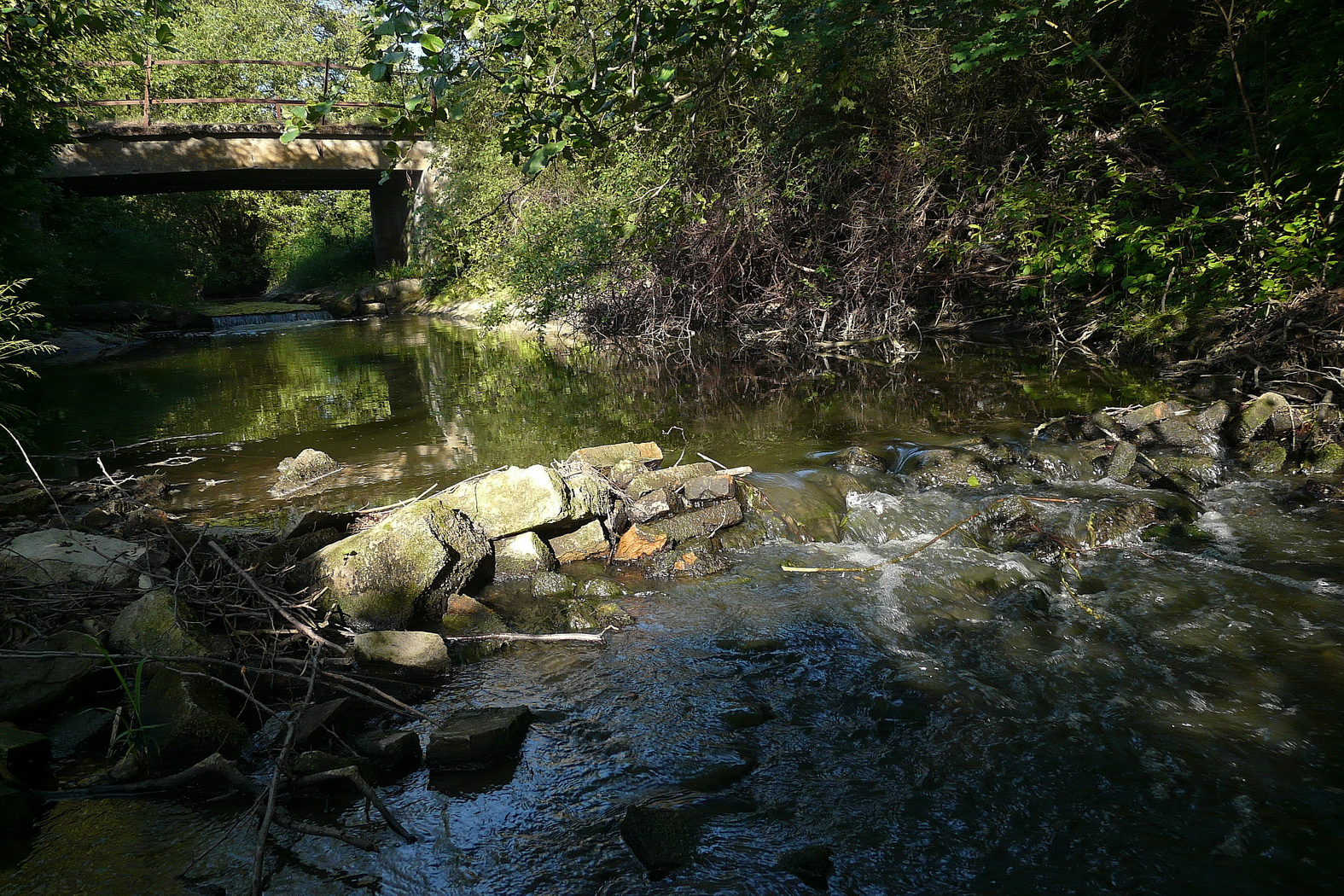
Klenice u Svobodína
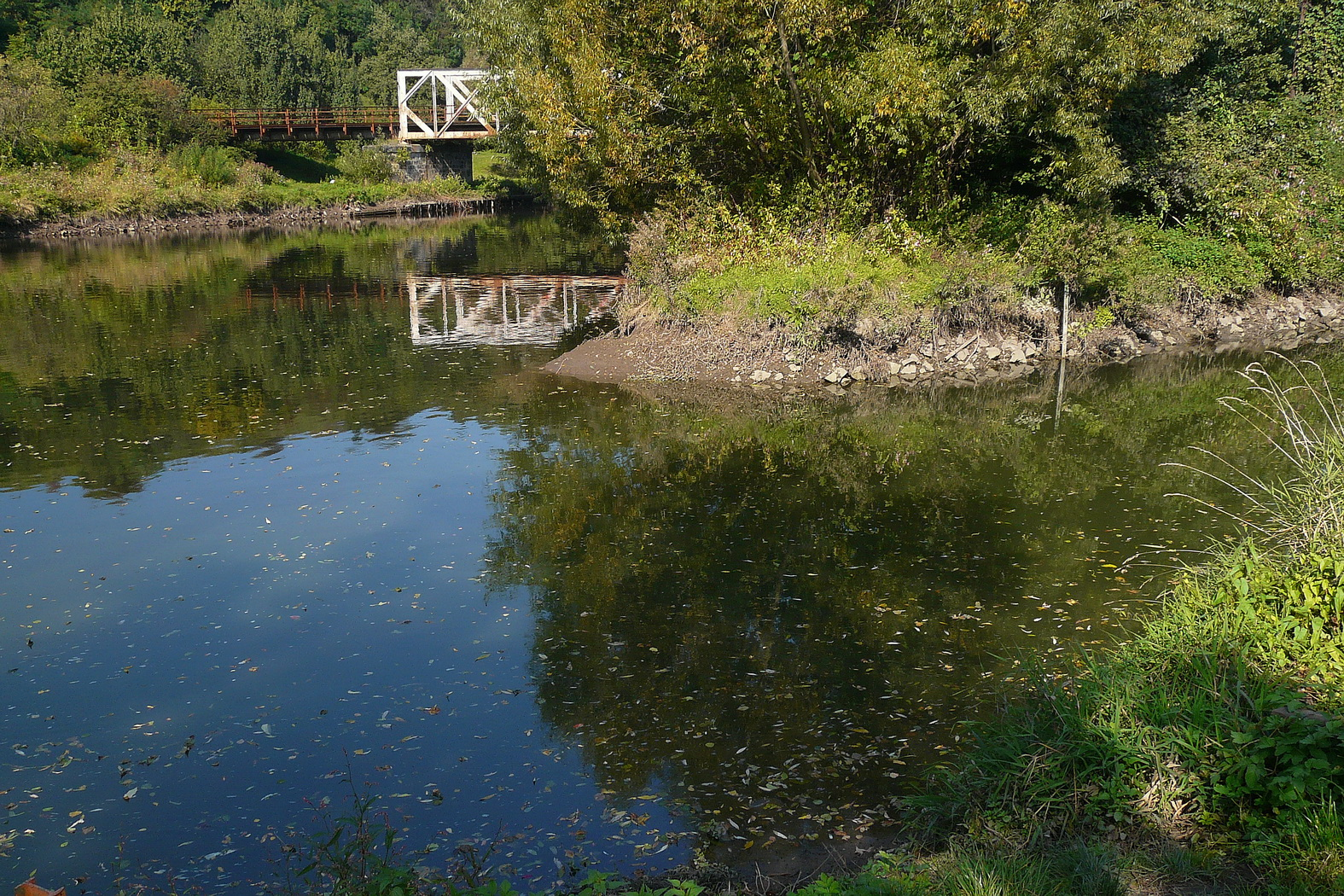
Soutok Jizery s Klenicí